# الانتخابات المحلية الأردنية 2017
الانتخابات المحلية الأردنية لعام 2017.
في 15 أغسطس 2017 عقدت الأردن انتخابات محلية وكانت على صعيد ثلاث مستويات حكومية: رئاسة البلديات، المجالس البلدية والمحلية ومجالس المحافظات.
في حين ان المجالس البلدية والمحلية انتخبت بشكل دوري منذ عام 1925، كانت انتخابات مجلس المحافظة الأولى من نوعها في الأردن، وقد تم ذلك بعد إنشاء قانون اللامركزية الجديد عام 2014 يهدف هذا القانون لتقليل الضغوط المتعلقة بالخدمة على البرلمان ويقوم بالتركيز على دور البرلمان الرقابي، التشريعي والحكومي.
6.623 من الأردنيين يتنافسون على 1.838 مقعد في المجالس البلدية والمحلية و 303 مقعد اخر في مجالس المحافظات،100 منصب للمحافظ.
كما وانه يوجد مقاعد محددة للنساء في جميع المناصب تسمى «الكوتة».
النظام الانتخابي
عقدت انتخابات المجالس البلدية والمحلية بشكل دوري منذ عام 1925.وقد شهدت هذه الانتخابات لأول مرة لمجالس المحافظات وقد تم إضافة هذا النوع من الانتخابات عام 2014 بسبب ظهور قانون اللامركزية.
يعمل قانون اللامركزية على تقليل ضغط الخدمة والأمور المتعلقة بالتطورات الواقعة على عاتق البرلمان النيابي مما يمكنه من القيام بدوره الرقابي، التشريعي والحكومي بشكل فعال.كما وان القانون يسعى للتنازل عن بعض المرتكزة حول الحكومة للمجالس المنتخبة، وزيادة اعداد المواطنين المشاركين في عملية صنع القرار المتعلقة بالبلديات.
شهدت هذه الفترة أيضا صياغة قانون البلديات.في مقابلة اجريت في 15 أغسطس عام 2016 وصف الملك عبد الله الثاني قانون اللامركزية الجديد قائلا«انه رابط مهم جدا في حلقة الإصلاحات».
تقسم المملكة إلى 100 بلدية:82 بلدية مع 355 مجلس محلي و 18 بلدية دون أي مجلس محلي نظرا لعددها القليل. يوجد 1.838 عضو للبلديات والمجالس المحلية. المحافظين يتم انتخابهم مباشرة لكل بلدية. البلديات باستثناء سلطة منطقة العقبة الاقتصادية الخاصة وهيئة تنمية منطقة البتراء والسياحة سوف يتم ادارتها من خلال بلدية تتضمن على الاقل 7 أعضاء.
أعضاء المجالس البلدية متضمنة المحافظ ورؤساء المجالس المحلية كل مجلس محلي يتكون من 5 أعضاء بينهم امرأة واحدة على الاقل، قام قانون اللامركزية بتقسيم المملكة إلى 158 دائرة انتخابية والتي سوف تشهد انتخابات 12 مجلس للمحافظات مع 381 عضو. 85% من أعضاء المجالس سوف يتم انتخابهم و 15% سوف يتم تعينهم من خلال الحكومة. ال 303 عضو المنتخبين لمجالس المحافظات لديهم 10% كوته نسائية (32 مقعد نسائي)، ان ثلث الاعضاء الذين تم تعيينهم اشترط ان يكونوا نساء بمعدل 15 مقعد لهن.